# Sarcomelicope sarcococca
Sarcomelicope sarcococca là một loài thực vật có hoa trong họ Cửu lý hương. Loài này được (Baill.) Engl. miêu tả khoa học đầu tiên năm 1896.